# Bob Roop

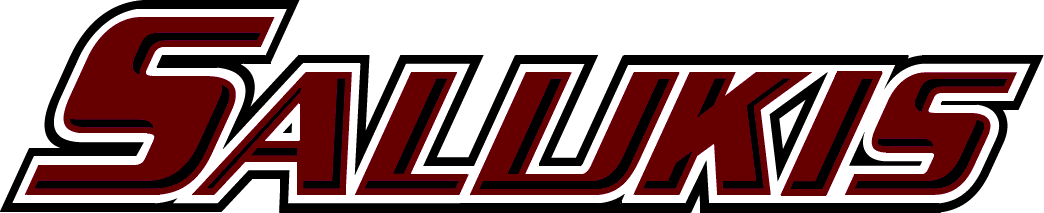
Zawodnik Southern Illinois Salukis

Robert Michael „Bob” Roop (ur. 22 lipca 1947 w Blacksburgu) – amerykański zapaśnik walczący w stylu klasycznym i wrestler. Olimpijczyk z Meksyku 1968, gdzie zajął dziesiąte miejsce w wadze ciężkiej.
Zawodnik East Lansing High School, Michigan State University (jako futbolista), US Army i Southern Illinois University.

## Letnie Igrzyska Olimpijskie 1968
| Konkurencja           | Rundy eliminacyjne  | Rundy eliminacyjne    | Rundy eliminacyjne        | Klas. końcowa |
| Konkurencja           | Przeciwnik I        | Przeciwnik II         | Przeciwnik III            | Miejsce       |
| --------------------- | ------------------- | --------------------- | ------------------------- | ------------- |
| +97 kg styl klasyczny | Harry Geris (CAN) Z | Stefan Petrow (BGR) P | Anatolij Roszczin (URS) P | 10.           |